# Neopachycerina aristata
Neopachycerina aristata är en tvåvingeart som beskrevs av Malloch 1933. Neopachycerina aristata ingår i släktet Neopachycerina och familjen lövflugor.
Artens utbredningsområde är Uruguay. Inga underarter finns listade i Catalogue of Life.